# Toharščina
Toharščina je izumrla veja indoevropskih jezikov, katere pisni viri so bili odkriti konec 19. stoletja ob odpravah zahodnoevropskih raziskovalcev v kitajsko avtonomno pokrajino Šindžjang-Ujgur. Dokumenti so iz obdobja od 5. do 8. stoletja n.š., kmalu nato so toharščino izpodrinili turški jeziki, zlasti ujgurski. Odkritih je bilo približno 3600 toharskih dokumentov, vendar je večina le majhnih odlomkov. Dokumenti so večinoma prevodi budističnih in drugih tekstov, samostanskih finančnih računov, karavanskih prehodov ipd. 

## Poimenovanje
Poimenovanje toharščina oziroma toharski jeziki je dejansko zmotno, vendar je v jezikoslovju že tako uveljavljeno, da ga ni več mogoče spremeniti. Govorce tega indoevropskega jezika so namreč sprva enačili z ljudstvom Tocharoi, ki se omenja v grških klasičnih virih. Antični Tocharoi so sicer živeli vzhodno od Tarimske kotline, nato pa so jih Kitajci izpodrinili na zahod, v Baktrijo. Najverjetneje so bili iranska plemenska zveza in niso imeli nobene neposredne povezave z govorci toharščine. V novejšem času govorce toharščine povezujejo s plemensko konfederacijo Yuezhi, ki se omenja v kitajskih klasičnih virih.

## Delitev
Jezikoslovci ločijo dva toharska jezika: 
- toharski A (vzhodnotoharski ali agnejski, lastno ime ārśi, v bližini antičnih mest Karasahr (kitajsko Yanqi) in Turpa)
- toharski B (zahodnotoharski ali kučejski, v bližini antičnega mesta Kuča (Kuqa).

Med njima je okoli 200 kilometrov zemljepisne razdalje. Oba sta se razvili iz pratoharščine, ki se je verjetno govorila v 1. tisočletju pr. n. št., vendar ni znano kje. Toharščina A daje vtis, da je morda že bila izumrl liturgični jezik do časov, ko je bila zapisana toharščina B, ki je bolje izpričana kot toharščina A. Toharščina A zajema religiozna besedila, med tem ko toharščina B vsebuje tudi administrativne dokumente, pisma, grafite in zapiske samostanov. Besedila so nastala med letoma 500 in 840. Zaradi dela misionarjev so opazni vplivi indijskih jezikov. 
V prakrtskih dokumentih iz antičnega kraljestva Krorän na jugovzhodu Tarimske kotline so bile odkrite besede in imena v domnevno tretji različici toharščine, imenovani toharščina C.

## Pomen in izvor
Toharščina predstavlja najbolj vzhodno vejo indoevropskih jezikov. Njeno odkritje je spremenilo nekatere ustaljene teorije in hipoteze o odnosih med indoevropskimi jeziki, ki so bile v primerjalnem jezikoslovju vzpostavljene v 19. stoletju. 
Pred odkritjem toharščine je veljala poenostavljena zemljepisna delitev indoevropskih jezikov na kentumske in satemske, po kateri naj bi bile kentumske veje razširjene na zahodu, satemske pa na vzhodu. Kljub svoji skrajno vzhodni zemljepisni legi pa je toharščina kentumska veja (beseda za števnik '100' je v toharščini A känt, v toharščini B pa kante). Obenem kaže pomembne morfološke podobnosti s severnoevropskimi vejami indoevropskih jezikov (npr. z germanskimi jeziki) in edinstvene podobnosti v besedišču z grščino (toharsko A prātsak, toharsko B pratsāko v pomenu 'prsi' je tvorbeno enaka beseda kot stgr. prósōpon 'obraz'). Zanimivo je tudi, da je toharska beseda za 'ribo' (laks v toharščini B) enaka baltoslovanski in germanski besedi za lososa. Med slovničnimi arhaizmi toharščina ohranja mediopasiv s končnico -r (npr. toharsko A klyostär 'sliši se'), ki ga znotraj indoevropske jezikovne družine ohranjajo le še italski in keltski jeziki ter hetitščina in frigijščina.
Med kentumske spadajo tudi kasneje odkriti anatolski jeziki v Mali Aziji, ki veljajo za najzgodnejšo indoevropsko vejo. Na podlagi jezikoslovne teorije o valovih nemškega jezikoslovca Johannesa Schmidta je bila zato postavljena nova hipoteza, po kateri satemski jeziki pomenijo inovacijo v osrednjem delu indoevropske pradomovine, kentumski jeziki (in med njimi toharščina) pa predstavljajo starejšo periferno razvojno stopnjo.
Na podlagi skupnih besed in slovničnih potez toharščine z germanskimi, baltoslovanskimi in keltskimi jeziki ter z grščino in frigijščino znanstveniki domnevajo, da naj bi predniki toharščine izvirali iz vzhodne Evrope. Obstajajo celo poskusi dokazovanja, da naj bi bili toharščini najbliže sorodni germanski jeziki, za njimi pa grščina
Njihova selitev se je verjetno zgodila precej pred prodorom indoiranskih jezikov v Srednjo Azijo. Po mnenju jezikoslovcev naj bi se predniki Toharcev iz praindoevropske jezikovne skupnosti ločili zelo zgodaj, vendar za predniki anatolskih jezikov, ki veljajo za najzgodnejšo indoevropsko vejo. Njihova selitev proti vzhodu je datirana v obdobje 3700-3300 pr. n. št., možen arheološki dokaz zanjo pa je afanasijevska kultura, ki se v tem času pojavlja v južni Sibiriji in Altajskem gorovju.. Druga teorija predpostavlja, da so bili predniki Toharcev del nekoliko kasnejše selitve indoevropskih ljudstev, ki naj bi v 9. in 8. stoletju pr. n. š. potekala iz območja Balkana v vzhodno Azijo, v njej pa naj bi bili udeleženi tudi predniki Ilirov, Tračanov, Frigijcev in Germanov. Če drži ta teorija, je njihova selitev morda povezana s propadom kitajske dinastije Zhou leta 771 pr.n.š.

## Primerjava toharščine z drugimi indoevropskimi jeziki
1. 1 2 3 4 5 6  Etimološko sorodna beseda z drugačnim pomenom.
2. ↑  Etimološko sorodna izposojena beseda.